# Rațeve, Ciîhîrîn
Rațeve (în ucraineană Рацеве) este localitatea de reședință a comunei Rațeve din raionul Ciîhîrîn, regiunea Cerkasî, Ucraina.

## Demografie
Componența lingvistică a localității Rațeve
     Ucraineană (96,28%)
     Rusă (3,25%)
     Alte limbi (0,32%)
Conform recensământului din 2001, majoritatea populației localității Rațeve era vorbitoare de ucraineană (96,28%), existând în minoritate și vorbitori de rusă (3,25%).